# Роша Помбу, Франсиску
Жозе Франсиску да Ро́ша По́мбу (порт. José Francisco da Rocha Pombo; 4 декабря 1857 года, Морретис — 26 июня 1933 года, Рио-де-Жанейро) — бразильский журналист, юрист, педагог, историк, филолог, политический деятель и писатель.

## Биография
Родился 4 декабря 1857 года в Морретисе. Сын Мануэла Франсиску Помбу и Анжелики да Роша.

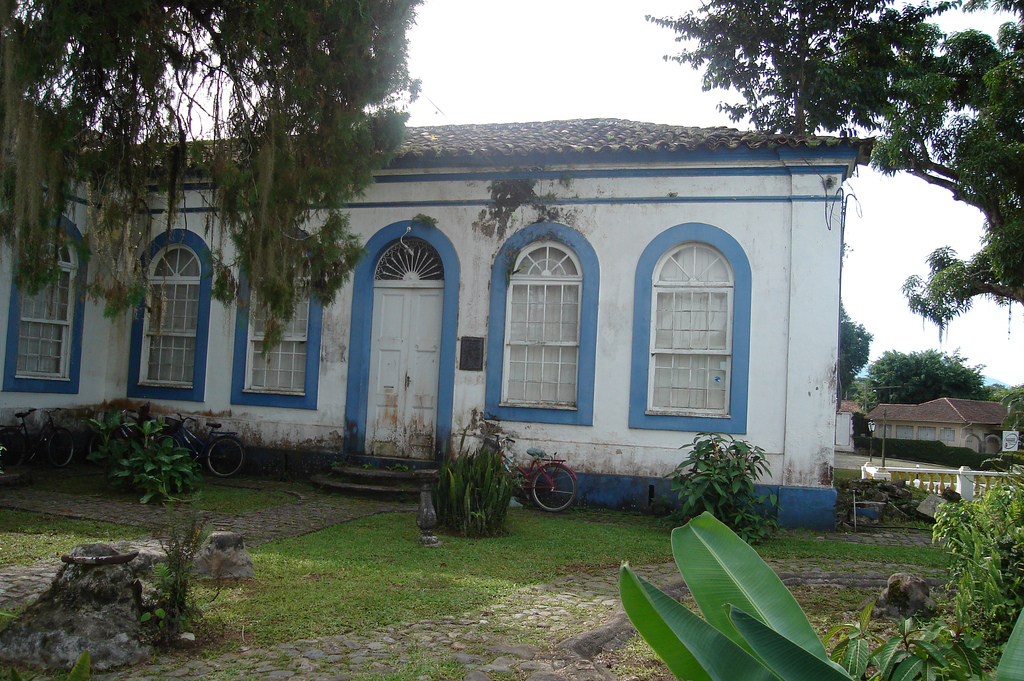
Дом Роша Помбу в Морретисе (Бразилия)

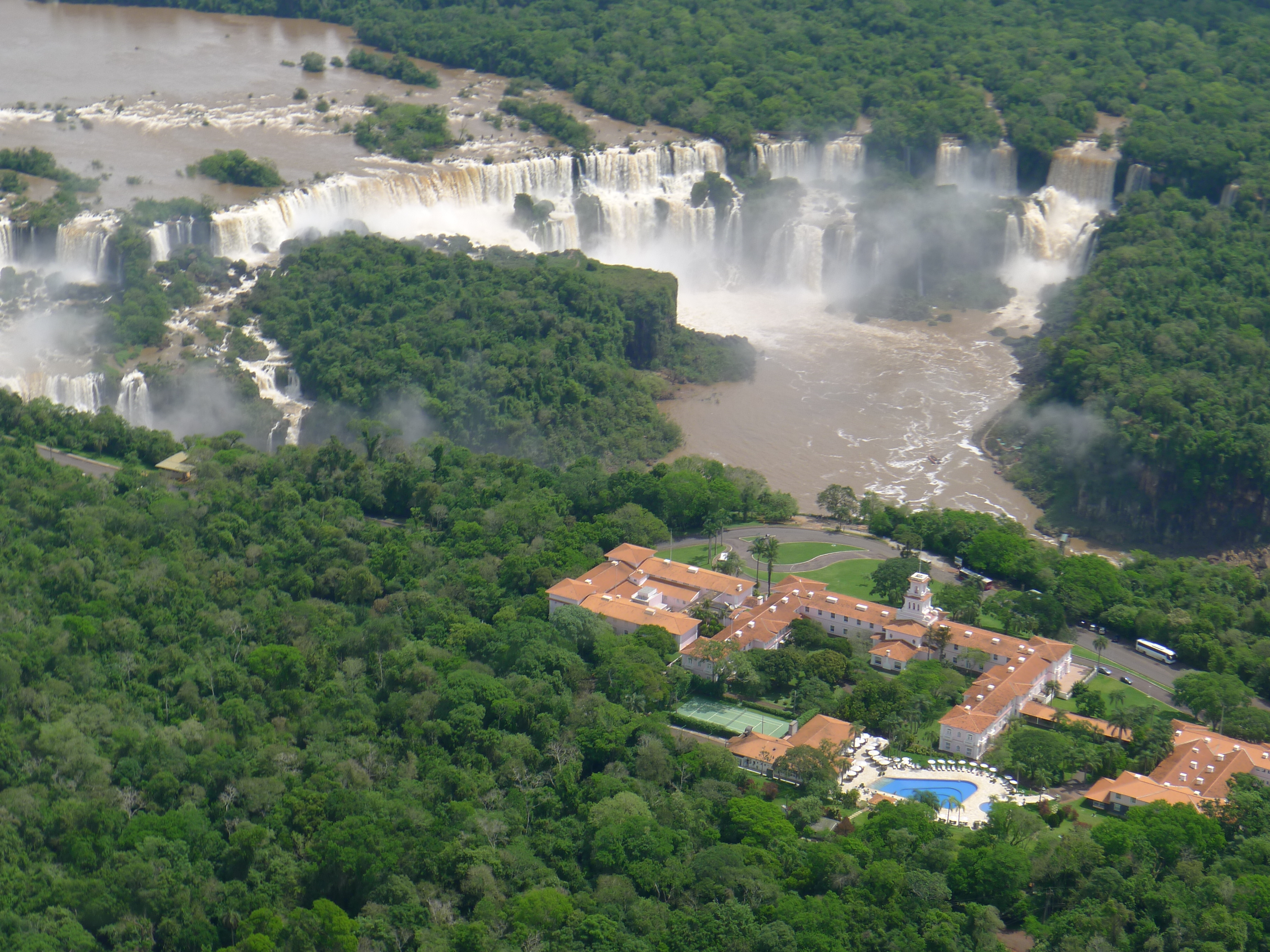
Водопад на реке Игуасу. Парана (штат)(Бразилия)

Франсиску Роша Помбу окончил юридический факультет университета Рио-де-Жанейро.
Роша Помбу был ярым сторонником отмены смертной казни и республиканцем.
В 1879 году основал в Морретесе газету «O Povo», а затем в городе Кастру (Парана) газету «Eco dos Campos» и через эти периодические издания распространял эти идеи.

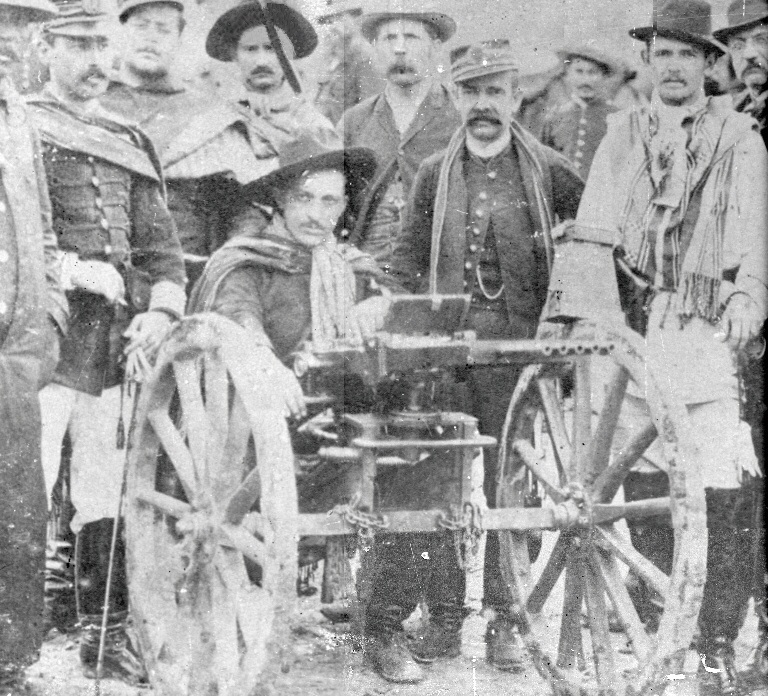
Федералистская революция в Бразилии. Конец XIX в.

С 1892 года он был владельцем и директором газеты «Diário do Comércio».
В 1886 году Роша Помбу был избран депутатом Провинциального собрания от Либеральной партии.
Разочарованный политическими событиями, вызванными Федералистской революцией 1889—1891 годов (установление власти олигархов, мятежи, восстания), в 1897 году он перешел на работу в суд. Вскоре получил квалификацию преподавателя в Колледже Педру II и Escola Normal (Нормальная школа).
Он был членом Бразильского историко-географического института.
В Паране Роша Помбу попытался создать университет, но безуспешно. На родине, в Паране, он получил несколько литературных наград, его помнят и почитают.
Роша Помбу был одним из основателей школы либералов-позитивистов в национальной историографии. Главной задачей историка считал отображение «сущности жизни народа» — в детальном освещении быта, законов, учреждений, духовных богатств и морали народа. Основным движущим фактором истории считал географическую среду: так, писал, что плантационное хозяйство и рабство Бразилии обусловлены климатом и почвами страны. В фундаментальном труде Роша Помбу «История Бразилии» (1905—1923), охватывающем события 1500—1899 годов, содержится значительный материал о народных движениях, борьбе за независимость, борьбе индейцев и афробразильцев против рабства.
Был сторонником либеральной республики, признавал право трудящихся на борьбу за свои права. При этом все противоречия бразильского общества он объяснял не социально-классовым, а чисто политическим или «расовым» антагонизмом. Роша Помбу с сочувствием отнесся к Октябрьской революции 1917 года в России и выступал против интервенции западных государств в Советскую Россию.
В городе Лондрина в штате Парана есть площадь Роша Помбу. В городе Морретисе открыт памятник Франсиску Роша Помбу.

## Труды и произведения
- «Честь барона», 1881 г.
- Дада, 1882 г.
- Религия прекрасного, 1882 г.
- Петручелло, 1889 г.
- Новая вера, 1889 г .
- Превосходство идеала, 1889 г.
- Видения, 1891 г.
- Гуайра, 1891 г.
- In excelsis, 1895 г. («В вышних»)
- Мариета, 1896 г.
- История Америки, 1900 г.
- История Бразилии, 1905—1917 гг.
- История Сан-Паулу
- История Параны
- Парана к столетию, 1900 г.
- В хосписе, 1905 г.
- Сказки и пункты, 1911 г.
- Тезаурус португальского языка, 1914 г.
- Путевые заметки, 1918 г.
- Всеобщая история, 1929 год.